# Лорънс Харви
Лорънс Харви (на английски: Laurence Harvey) е британски актьор от литовски произход, участвал в британски и американски филми.

## Биография

### Произход и образование
Роден е на 1 октомври 1928 г. в еврейското семейство на Бер и Елла Скикне в град Йонишкис, Литва. Рожденото му име е Зви Моше „Хирш“ Скикне, но всички го наричат Хирш. Когато е на пет години, семейството се премества в Република Южна Африка, където се преименува с английското име Хари.
Израства в Йоханесбург, привлечен е да служи в Южноафриканската армия по време на Втората световна война. След войната заминава за Лондон, за да учи актьорско майсторство в Кралската академия за драматично изкуство. Там започва да използва името „Лари“, което трансформира в сценичното „Лорънс“, което впоследствие приема като собствено.

### Кариера
Първата си голяма роля получава през 1959 г. във филма на режисьора Джак Клейтън – „Път към висшето общество“, продуциран от Джеймс Уулф. За ролята си на Джо Ламптън получава номинация за Оскар за най-добър актьор. Между 1950 и 1960 г. Харви играе във филмите:
- „Трима мъже в една лодка“ (1956) – Джордж
- „Експресо Бонго“ (1959) – Джони Джаксън
- Butterfield 8 (1960) – Уестън Лигет
- „Аламо“ (1960) – Уилям Травис
- „Чудесният свят на братя Грим“ (1962) – Вилхелм Грим
- A Walk on the Wild Side (1962) – Доув Линкърн
- „Манджурският кандидат“ (1962) – Реймънд Шоу
- „Души в окови“ (1964) – Филип Рийд
- Darling (1965) – Майлс Бранд
- Kampf um Rom (1968) – Цетет
- WUSA (1970) – Фарли

През 1964 г. играе на сцената на Кралския театър в Друди лейн, в ролята на Крал Артур в мюзикъла „Камелот“ от Алън Джей Лърнър.

### Смърт
Умира на 25 ноември 1973 г. в Лондон от рак на стомаха. Погребан е в Санта Барбара, Калифорния.

## Личен живот
В мемоара си Close Up, издаден през 2004 г., британският актьор Джон Фрейзър пише, че Лорънс Харви е бил гей и имал интимни отношения с продуцента Джеймс Уулф.
Харви се жени три пъти:
- Маргарет Лейтън (1957-1961) (развод)
- Джоан Пери (1968-1972) (развод)
- Полийн Стоун (1972-1973), по време на брака умира от рак на стомаха, само на 45 години, оставяйки вдовица и дъщеря, Домино Харви.

## За него
- Hickey, Des and Smith, Gus. The Prince: The Public and Private Life of Laurence Harvey. Leslie Frewin. 1975.
- Stone, Paulene. One Tear is Enough: My Life with Laurence Harvey. 1975.
- Sinai, Anne. Reach for the Top: The Turbulent Life of Laurence Harvey. Scarecrow Press. 2003.